# Heteralonia azaniae
Heteralonia azaniae är en tvåvingeart som beskrevs av Greathead och Neal L. Evenhuis 2001. Heteralonia azaniae ingår i släktet Heteralonia och familjen svävflugor.
Artens utbredningsområde är Kenya. Inga underarter finns listade i Catalogue of Life.